# Cornelia Fort
Cornelia Clark Fort (née le 5 février 1919 - morte le 21 mars 1943) est une aviatrice américaine. Elle est la deuxième femme à avoir intégré le Women Airforce Service Pilots (WASP) et la première à être morte en service.

## Biographie

### Jeunesse et formation
Fort naît dans une famille aisée de Nashville (Tennessee). Son père, Rufus Elijah Fort, est le fondateur de la National Life and Accident Insurance Company (en). En 1939, elle est diplômée du Sarah Lawrence College. Après ses études, elle se joint à la Junior League (en) de Nashville. Elle démontre un intérêt pour l'aviation. Elle s'entraîne et obtient son brevet de pilote à Hawaï.

### Attaque de Pearl Harbor
Alors qu'elle travaille comme pilote civil à Pearl Harbor, Cornelia Fort devient par accident l'un des premiers témoins de l'attaque du site par le Japon. En effet, le 7 décembre 1941, elle est instructeur dans un Interstate S-1 Cadet et enseigne les manœuvres de décollage et d'atterrissage à un étudiant. Elle fait partie de l'un des rares avions américains qui sont dans les airs près du port à ce moment.
Fort remarque un avion militaire volant directement dans leur direction et aurait repris les commandes de son élève pour éviter la collision,. C'est alors qu'elle vit l'insigne du soleil levant sur les ailes. Elle réussit à atterrir sur l'aéroport civil John Rodgers et à se mettre à couvert avec son élève du mitraillage de l'ennemi, tandis que le gérant de l'aéroport était tué et que deux autres avions civils ne sont pas revenus.

### Service militaire
De retour sur le continent au début de 1942, Fort réalise un court métrage faisant la promotion des obligations de guerre. Plus tard dans l'année, Nancy Love (en) la recrute dans la toute nouvelle Women's Auxiliary Ferrying Squadron (WAFS, qui deviendra par la suite WASP). Fort est la deuxième femme acceptée dans cette escadre.

### Décès
Basée à Long Beach (Californie), Cornelia Fort devient la première victime de l'escadre le 21 mars 1943 alors qu'un autre avion entre en collision avec l'aile droite de son Vultee BT-13 Valiant à 10 milles (16,09344 km) de Merkel (Texas),.
À sa mort, Fort est l'une des pilotes les plus accomplie du WAFS. Son épitaphe indique : « Tuée en service pour son pays. ».

## Héritage
- Cornelia Fort est jouée par Jeff Donnell dans le film Tora ! Tora ! Tora !.
- Le parc de East Nashville Cornelia Fort Airpark (en) a été nommé en son honneur.